# Richard Hughes (futbolista)
Richard Daniel Hughes (Glasgow, Escocia, 25 de junio de 1979) es un exfutbolista escocés. Jugaba de centrocampista y su último club fue el AFC Bournemouth, retirándose en 2014.

## Selección nacional
Fue internacional con la selección de fútbol de Escocia en 5 ocasiones.

## Clubes
| Club                        | País       | Año       |
| --------------------------- | ---------- | --------- |
| AFC Bournemouth             | Inglaterra | 1998-2002 |
| Portsmouth F. C.            | Inglaterra | 2002-2011 |
| Grimsby Town F. C. (cedido) | Inglaterra | 2003      |
| AFC Bournemouth             | Inglaterra | 2012-2014 |

## Palmarés

### Títulos nacionales
| Título | Club             | País       | Año  |
| ------ | ---------------- | ---------- | ---- |
| FA Cup | Portsmouth F. C. | Inglaterra | 2008 |